# Дексипп (историк)
Публий Геренний Дексипп (лат. Publius Herennius Dexippus, др.-греч. Δέξιππος) — афинский историк III века. Значительные фрагменты из его сочинения «Скифика» сохранились в палимпсесте Codex Vindobonensis historicus gr. 73; в остальном его труды известны по выдержкам у других авторов.

## Биография
Дексипп, сын Птолемея из города Афин, был знаменитым оратором и историком, за что удостоился от Афин возведения статуи ещё при жизни. Сохранилось мраморное основание с надписью:

«Повелением ареопагского совета и совета семисот пятидесяти и дима афинского, Поплия Эренния Дексиппа, сына Птолемеева, Эрмийца, потомственного чистого жреца, ритора и писателя, получившего звание василевса между фесмофетами и звание архонта эпонима, начальствовавшего и бывшего агонофетом на великом панафинейском празднестве, дети почтили сим за его доблести. [Далее в стихах] 
Город Кекропса произвел мужей, славных мужеством, словом и советом; в числе их и Дексиппа, собравшего длинную историю веков и ясно её изложившего. Одно видел он сам, а другое почерпнул из книг и открыл разнообразную стезю истории. Конечно, славен был человек, далеко простёрший око ума и познавший события веков. Славой он знаменит в Элладе; она снова приобретена ему историей. Поэтому и дети, воздавая долг знаменитому родителю, поставили в честь его мраморное его изображение.»

Известно, что в годы Скифских войн Дексипп возглавил 2-тысячный отряд афинян для партизанской борьбы с варварами герулами, захватившими около 268 года Афины. Писатель IV в. н. э. Требеллий Поллион в сочинении «Двое Галлиенов» так отозвался о Дексиппе: «Готы опустошили Кизик и Азию, а потом всю Ахайю. Они были побеждены предводителем афинян Дексиппом, историком того времени.»
Фотий в своих письмах высоко оценивал труды историка: «Слог отличается безыскусственностью и весом; и можно сказать: это другой Фукидид, но ясно выражающийся». По отзыву Фотия Дексипп написал 3 труда:
- «О событиях после Александра» (Τὰ μετὰ Ἀλέξανδρον) в 4 книгах.
- «Скифская война» (Τὰ Σκυθικά): о войне скифов (готов, герулов и др. варваров) с Римской империей в III веке (см. Скифская война III века).
- «Краткое историческое сочинение» (Σύντομον ἱστορικόν) или «Хроника» (Χρονική): беглое описание главных событий в истории от мифических времён до императора Клавдия II (268—270 гг.).

Историк Евнапий подробно описал стиль написания и способ исчисления хронологии «Хроники» Дексиппа.

## Переводы
- Дексипп Афинянин. // Византийские историки: Дексипп, Эвнапий, Олимпиодор, Малх, Петр Магистр, Менандр, Кандид Исавр, Ноннос и Феофан Византиец. / Пер. Г. С. Дестуниса. СПб., 1860. 496 стр.
  - переизд.: (Серия «Византийская историческая библиотека»). Рязань, Александрия, 2003. 432 стр. С. 25-61.